# Fundación FIDAS
FIDAS o La Fundación FIDAS (Fundación para la Investigación y Difusión de la Arquitectura) es una fundación con sede en el Parque Tecnológico de la Isla de la Cartuja de Sevilla dedicada al desarrollo y la difusión de la Arquitectura en España. Fue creada por iniciativa del Colegio de Arquitectos de Sevilla. En la web de fidas.org se da más información acerca de esta organización. 

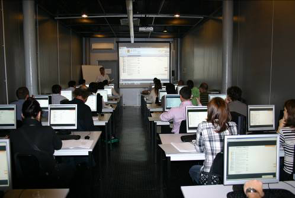
Fundación Fidas de Sevilla

La fundación organiza actividades principalmente en las áreas de tecnología, normativa y actividades culturales, y cuenta con biblioteca y archivo para la investigación.
Fidas se constituye por iniciativa del Colegio Oficial de Arquitectos de Sevilla COAS y nace con el objetivo de potenciar el desarrollo y la difusión de la arquitectura en todo el ámbito nacional, intentando aunar los esfuerzos de las instituciones públicas y privadas relacionadas con la arquitectura y su ejercicio profesional. Este objetivo de desarrollo y difusión de la arquitectura se  materializa en su carácter de Centro de Asesoramiento Técnico y  Centro de Formación Continua para arquitectos y en el Centro de Investigación especializado que constituyen el Archivo Histórico y su Biblioteca.
La Fundación FIDAS se encuentra inscrita en el Protectorado de Fundaciones del Ministerio de Educación, Cultura y Deporte.

## Relaciones institucionales con las Administraciones
La Fundación FIDAS, por su propio objeto y por su vinculación con el Colegio Oficial de Arquitectos de Sevilla COAS mantiene un constante diálogo con diversas instituciones públicas y privadas, participando en los procesos de redacción de diferentes documentos técnicos y en el proceso de alegación de diferentes normativas, dada la especialización técnica de su departamento de Normativa y Tecnología. Asimismo ha participado en el proceso de validación de diversas herramientas oficiales de verificación del CTE y la eficiencia energética.
Destaca la colaboración en la redacción de diferentes documentos técnicos con el Ministerio de Fomento y el Instituto de Ciencias de la Construcción Eduardo Torroja IETCC (CTE DB Documentos con comentarios, Guía de Aplicación del DB HR Protección Frente al Ruido, etc) con el Consejo Superior de Colegios de Arquitectos de España CSCAE(Monografía CTE DB HR Aplicación a Edificios de Uso Residencial DAV, Estudio Relativo a la aplicación del CTE a las obras en edificios del Movimiento Moderno Catalogados DOCOMOMO Ibérico, etc.), con el Instituto para la Diversificación y Ahorro de la Energía IDAE(Verificación del funcionamiento de herramientas CE3, CE3X, LIDER-CALENER, etc).

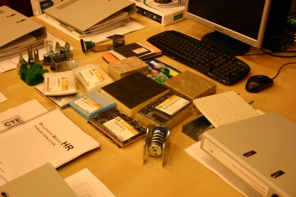
Interior de la Fundación Fidas

## Archivo histórico y Biblioteca
Centro de investigación especializado en materia de arquitectura y urbanismo y como tal, tiene entre sus objetivos el estudio y la difusión de patrimonio que custodia a través de la catalogación de sus fondos archivísticos y bibliográficos, facilitando el acceso y consulta de trabajos profesionales visados. Desarrolla además, en colaboración con otras instituciones y organismos culturales, Consejerías de Cultura, Fomento y Vivienda y Medio Ambiente y Ordenación del Territorio de la Junta de Andalucía, numerosos trabajos de investigación. Destacan entre ellos las Bases de Datos de Intervenciones en edificios declarados Bien de Interés Cultural de Sevilla, Carmona y Écija.
Los fondos del archivo los conforman, en mayor volumen, los Trabajos Profesionales Visados en los que están incluidos casi todos los proyectos de edificación realizados en Sevilla desde 1949 hasta nuestros días y el Archivo Histórico (cedido por la Demarcación de Sevilla del COAAOc). Dentro de los fondos incorporados y materiales especiales se encuentran los archivos particulares de reconocidos arquitectos como Aníbal González (arquitecto autor de la Plaza de España) entre otros, donados por sus familiares.
La Fundación FIDAS ha editado varias publicaciones monográficas en la que se recoge una selección de los proyectos de esos arquitectos, muchos de los cuales caracterizan emblemáticamente la fisonomía de la ciudad de Sevilla. 

## Difusión de la arquitectura promovida por FIDAS
Otra de las finalidades de la Fundación FIDAS es la de difundir la arquitectura tanto a nivel profesional como a nivel social, acercando dicho compromiso a la ciudad por medio de exposiciones, conferencias y diversos actos culturales.

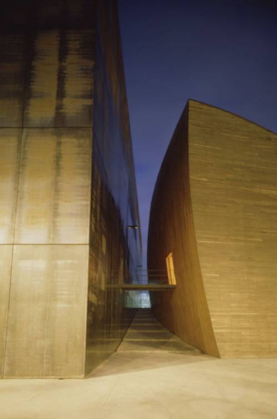
Arquitectura, Fundación Fidas

De forma anual, la fundación FIDAS promueve activamente  la celebración de la Semana de la Arquitectura en colaboración con el Colegio Oficial de Arquitectos de Sevilla COAS y el Ayuntamiento de Sevilla. Esta actividad, cuyo origen se remonta al año 2002, se celebra en el mes de octubre haciendo coincidir su inauguración con el World Architecture Day instituido por la Organización de las Naciones Unidas para la Educación, la Ciencia y la Cultura] UNESCO. Pretende el acercamiento de la Arquitectura a los ciudadanos y visitantes y el conocimiento del rico patrimonio de la ciudad, programándose una serie de visitas guiadas por arquitectos a edificios emblemáticos de Sevilla.
Se colabora en el montaje de numerosas exposiciones, entre las que destacamos: In Vitro,“Rito y Fiesta. Una aproximación a la arquitectura efímera sevillana”, “Sevilla 1995-2005. Arquitectura de una década”, etc.

## Formación promovida por la fundación FIDAS
La Fundación FIDAS programa un plan anual de formación dirigido principalmente a arquitectos y otros profesionales del sector de la arquitectura. Este plan pretende, por una parte, contribuir a la permanente actualización del técnico, y por otra, propiciar la especialización en los distintos ámbitos de la arquitectura, el urbanismo y el medio ambiente.
Fidas ha desarrollado varios títulos propios de formación de Tercer Ciclo en colaboración con la Escuela Técnica Superior de Arquitectura ETSA y el centro de Formación Permanente CFP de la Universidad de Sevilla US, de los que se han celebrado varias ediciones:
- Máster de Urbanismo y Ordenación del Territorio M.U.O.T
- Máster en Peritación y Reparación de Edificios M.P.R.E
- Master Erasmus Mundus. European Master in Diagnosis and Repair of Buildings E.M.D.I.R.E.B
- Curso Experto en Gestión y Evaluación de la calidad medioambiental y energética de la Edificación.
- Curso Experto por la Universidad de Sevilla en Desarrollo de Proyectos de Edificación en BIM.
- Curso Experto por la Universidad de Sevilla en Mediación en Arquitectura, Edificación y Urbanismo (con la participación de la Fundación Pública Andaluza “Centro para la Mediación y Arbitraje de Andalucía” Mediara, Consejería de Justicia e Interior, Junta de Andalucía

La 'Fundación FIDAS fue designada como la organizadora del Plan de Formación sobre el Código Técnico de la Edificación del Consejo Superior de Colegios de Arquitectos de España CSCAE. Ha organizado y celebrado numerosas acciones formativas en los colegios de arquitectos a nivel nacional. Así mismo redactó los contenidos del Curso E-Learning sobreCTE desarrollado por el CSCAE. Han sido numerosas las entidades públicas y privadas que reciben formación en materia CTE por parte de la Fundación. Destacan entre otras:
Gobierno de Aragón, Diputaciones de Sevilla, Córdoba, Almería, Granada y Huelva, Ente Público de Infraestructuras y Servicios Educativos ISE Junta de Andalucía, Consejería de Obras Públicas y Transportes. Junta de Andalucía, Federación Española de Municipios y Provincias FEMP, Empresa Pública del Suelo de Andalucía EPSA, Consejería para la Igualdad y Bienestar Social. Junta de Andalucía, Gerencia Municipal de Urbanismo de Sevilla, AGAPA, Gobierno de Canarias